# 九號德威斯鎮區 (北卡羅萊納州梅克倫堡縣)
九號德威斯鎮區（英語：Township 9, Deweese）是位於美國北卡羅萊納州梅克倫堡縣的一個鎮區。

## 地方資料
九號德威斯鎮區的面積為54.13平方千米，皆為陸地。根據2020年美國人口普查的數據，當地共有人口28686人，而人口密度為每平方千米529.95人。